# Citrus webberi
Citrus webberi är en vinruteväxtart som beskrevs av Wester. Citrus webberi ingår i släktet citrusar, och familjen vinruteväxter. Inga underarter finns listade i Catalogue of Life.